# Tylosaurus
A Tylosaurus a hüllők (Reptilia) osztályának pikkelyes hüllők (Squamata) rendjébe, ezen belül a Scleroglossa alrendjébe és a moszaszaurusz-félék (Mosasauridae) családjába tartozó nem.

## Tudnivalók
A Tylosaurus egy hatalmas tengeri ragadozónem, amely rokonságban áll a mai varánuszfélékkel és kígyókkal. Az állat a plezioszauruszokkal, cápákkal, halakkal és más moszaszaurusznemekkel együtt uralta az észak-amerikai Nyugati-beltengert a késő kréta korszak idején. A Tylosaurus proriger volt a legnagyobb moszaszaurusz a Hainosaurusszal és a Mosasaurus hoffmanniival együtt; hossza elérte a 14 métert. A Tylosaurus fő ismertetője a megnyúlt, henger alakú pofa. A T. proriger gyomrában változatos állatmaradványokat találtak, ami arra utal, hogy az állat nem volt válogatós. Tápláléka halakból, cápákból, kisebb moszaszauruszokból, plezioszauruszokból és röpképtelen, merülő madarakból, mint amilyen a Hesperornis, állt. A Tylosaurusok egyes helyeken a sekélyebb vizeket (alabamai Eutaw Formation és Mooreville Chalk Formation), míg máshol a mélyebb tengereket kedvelték (az Amerikai Egyesült Államok nyugati területén levő Niobrara Chalk).

## Felfedezésük

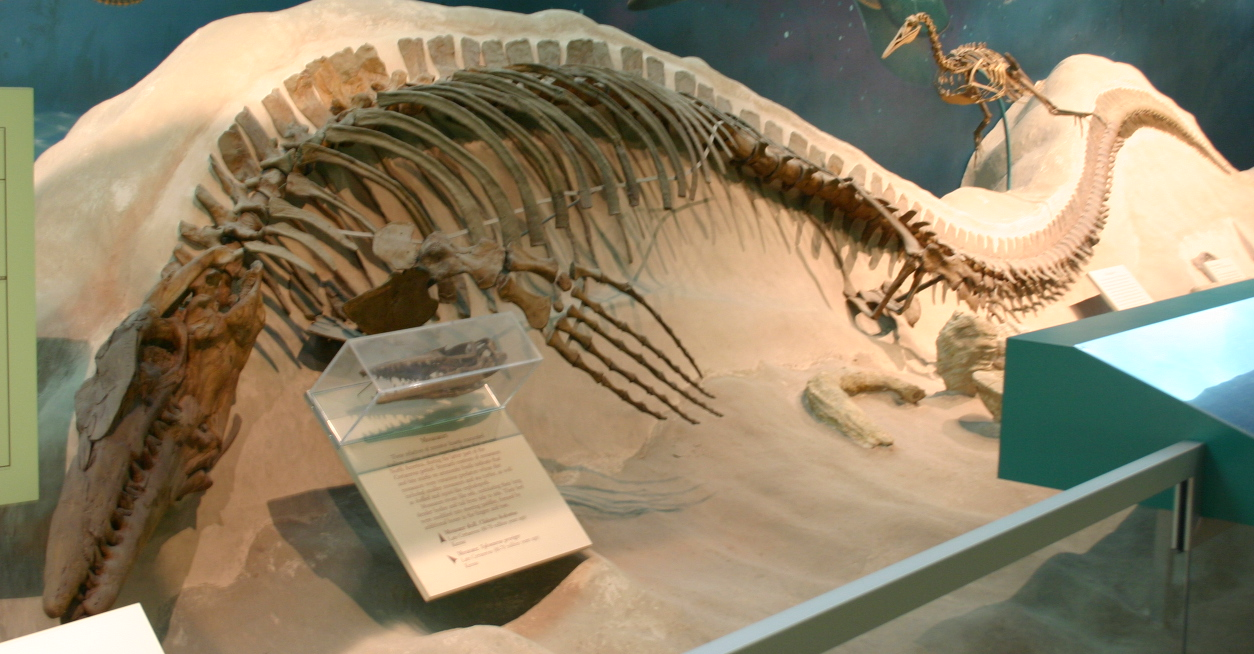
Tylosuarus proriger

Más moszaszauruszokéhoz hasonlóan e taxon története is „viharos”. Két amerikai paleontológus, Edward Drinker Cope és Othniel Charles Marsh rivalizált egymással a faj pontos leírásának és rendszertani besorolásának elsőségéért. Cope eredetileg a Macrosaurus proriger nevet adta a fajnak egy töredékes koponyából és tizenhárom csigolyából álló lelet alapján, amelyet Nyugat-Kansasban, a Monument Rocks mellett talált 1868-ban. A maradványokat a Harvard Összehasonlító Állattani Múzeumában helyezték el. Alig egy évvel később Cope részletesebben leírta ugyanazokat a kövületeket, és ezúttal az Angliából ismert Liodon nemhez sorolta. 1872-ben Marsh egy újabb, teljesebb maradványt írt le, ennek a Rhinosaurus nevet adta, de később kitudódott, hogy ez a név már foglalt. Cope ekkor azt javasolta, hogy az új taxont nevezzék át Rhamposaurusra, de erről is kitudódott, hogy már foglalt. Végül Marsh 1872-ben megalkotta a Tylosaurus nevet, amelybe a Cope által felfedezett maradványokat és még néhány épen megmaradt, csak Kansasból ismert moszaszauruszkövületet sorolt. 1911-ben C. D Bunker a kansasi Wallace mellett a T. proriger egy óriási példányát fedezte fel. Ez az egyik legnagyobb ismert Tylosaurus-maradvány, amelyet a Kansasi Egyetem Természettudományi Múzeumában állítottak ki.
1918-ban Charles H. Sternberg egy olyan Tylosaurus-maradványt fedezett fel, amelynek gyomrában egy Plesiosaurus volt. A csontvázat a Smithsonian Intézetben rekonstruálták és kiállították, és a Plesiosaurus-maradványt is a múzeum gyűjteményében őrzik. Bár Sternberg 1922-ben rövid összefoglalót írt ezekről a fontos példányokról, de a leletek és az adatok 2001-ig ismeretlenek maradtak. 2004-ben Everhart újra felfedezte és leírta az állati maradványokat. Ennek alapján készült 2007-ben a National Geographic Sea Monsters: A Prehistoric Adventure című IMAX film, és azonos címmel egy könyvet is kiadtak (Everhart, 2007).

## Fajok
Bár az évek során sok Tylosaurus-fajt írtak le, manapság csak néhányat fogadnak el különálló fajként. Az elfogadott fajok felfedezésük idejével és helyével, illetve az őstörténeti korszakkal:
- Tylosaurus proriger (Cope, 1869[3]), Észak-Amerika (Kansas, Alabama, Nebraska stb.), santoni és alsó–középső campaniai;
- Tylosaurus nepaeolicus (Cope, 1874[5]), Észak-Amerika (Kansas), santoni;
- Tylosaurus haumuriensis (Hector, 1874; = Taniwhasaurus oweni), Új-Zéland, alsó–középső campaniai;
- Tylosaurus kansasensis (Everhart, 2005,[6]), Észak-Amerika (Kansas), késő coniaci.

A Tylosaurusokéval közeli rokon nem, a Hainosaurus, amely nevét a belgiumi Haine folyóról kapta, Észak-Amerika és Európa kréta kori rétegeiből ismert. Mindkét nemet a Tylosaurinae alcsaládba sorolják. Bell a Tylosaurinae alcsaládot és a Plioplatecarpine (Platecarpus, Plioplatecarpus) moszaszauruszokat összevonta a Russellosaurinae nevű monofiletikus csoportba.